# Verbascum oreodoxiforme
Verbascum oreodoxiforme är en flenörtsväxtart som beskrevs av Hub.-mor.. Verbascum oreodoxiforme ingår i släktet kungsljus, och familjen flenörtsväxter. Inga underarter finns listade i Catalogue of Life.